# امپراتوری رستوران ۲
امپراتوری رستوران ۲ (انگلیسی: Restaurant Empire II) یک بازی شبیه‌سازی رستوران است که در ۱ ژوئن ۲۰۰۹ برای ویندوز و در ۲۱ مه ۲۰۱۲ برای مک‌اواس منتشر شد.

## گیم‌پلی
بازیکن نوع غذاهایی را که رستوران سرو می‌کند (آمریکایی، فرانسوی، ایتالیایی، آلمانی) کنترل می‌کند. علاوه بر مونیخ، شهرهای دیگر عبارتند از لس آنجلس، پاریس و رم.
همچنین به عنوان یک ویژگی جدید، بازیکن می‌تواند صاحب انواع رستوران‌ها شود، از جمله کافی شاپ و دسر خانه. در مود کمپین بازی،ویژگی های جدید بسیاری اضافه شده است، این ویژگی‌ها نظیر سازماندهی عملکرد در رستوران خود و تغییر لباس کارکنان رستوران می‌باشد.

## بازخورد انتقادی
| گردآورنده | امتیاز |
| --------- | ------ |
| متاکریتیک | 64/100 |

| ناشر   | امتیاز |
| ------ | ------ |
| آی‌جی‌ان | 6.9/10 |

متاکریتیک این بازی را مختلط و متوسط نقد می‌کند.